# Ten Thousand Bedrooms
Ten Thousand Bedrooms is een Amerikaanse filmkomedie uit 1956 onder regie van Richard Thorpe.

## Verhaal
De Amerikaanse zakenman Ray Hunter leert Maria Martelli kennen in Rome. Maria is meteen weg van Ray, maar hij laat zijn oog vallen op haar jongere zus Nina. Vader Martelli is echter van mening dat Nina's oudere zussen eerst moeten trouwen. Ray gaat dan maar op zoek naar bruidegoms voor de zussen van Nina.

## Rolverdeling
| Acteur                 | Personage              |
| ---------------------- | ---------------------- |
| Dean Martin            | Ray Hunter             |
| Anna Maria Alberghetti | Nina Martelli          |
| Eva Bartok             | Maria Martelli         |
| Dewey Martin           | Mike Clark jr.         |
| Walter Slezak          | Papa Vittorio Martelli |
| Paul Henreid           | Anton                  |
| Jules Munshin          | Arthur                 |
| Marcel Dalio           | Vittorio Cisini        |
| Evelyn Varden          | Gravin Alzani          |
| Lisa Montell           | Diana Martelli         |
| Lisa Gaye              | Ana Martelli           |
| John Archer            | Bob Dudley             |
| Stephen Dunne          | Tom Crandall           |
| Dean Jones             | Dan                    |
| Monique van Vooren     | Meisje                 |

## Ontvangst
Ten Thousand Bedrooms was de eerste film die Dean Martin zonder Jerry Lewis maakte. De film flopte en volgens critici was dat het bewijs dat Martin het niet kon redden zonder Lewis. Martin zelf was niet te spreken over de film en zei in een vraaggesprek dat hij het scenario slecht vond. Niet veel later wist Martin zijn carrière toch te redden door zijn rol in The Young Lions.